# Trebah

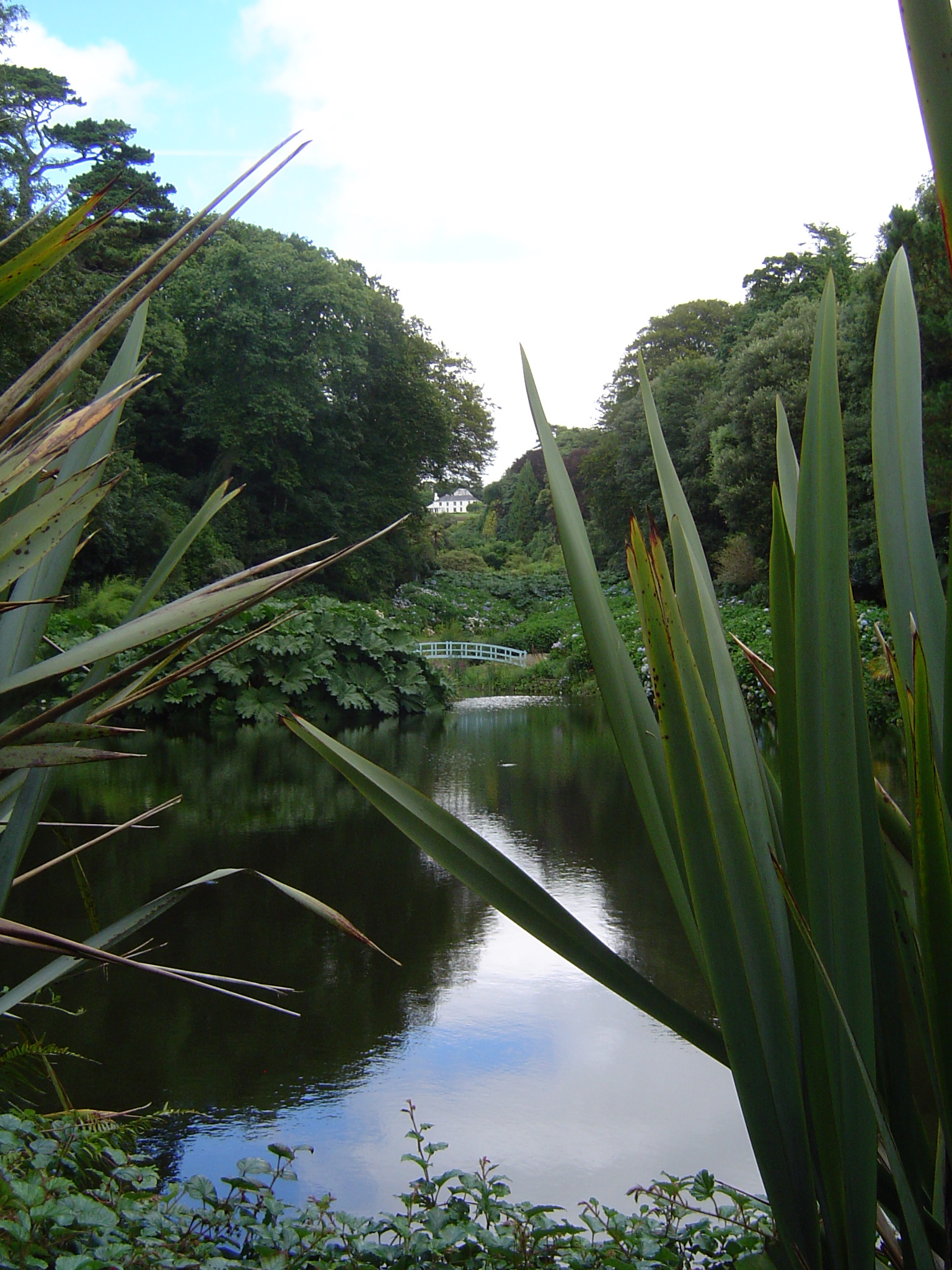
Trebah: Teich mit neuer Brücke (Juli 2005)

Trebah ist eine Gartenanlage mit subtropischem Bewuchs in Cornwall. Der Park liegt an der Mündung des Helford River etwa acht Kilometer südwestlich der Stadt Falmouth. Seine Fläche beträgt etwa 11 Hektar (26 Acres). Der kornische Name des Gartens bedeutet Das Haus an der Bucht.

## Der Garten
Trebah ist wie das unmittelbar benachbarte Glendurgan ein kornischer Schluchtgarten, d. h., er liegt zwischen steilen Hügeln in einem schmalen Einschnitt, der sich bis zum Ufer des Helford River zieht. Die Schlucht wird von einem kleinen Wasserlauf durchflossen, der kurz vor dem Strand einen Teich bildet. Entlang der Schluchtwände ziehen sich die Parkwege dahin, zwischen denen eine üppige Vegetation wuchert. Dank des durch den Golfstrom milden Klimas ist es möglich, in Trebah neben heimischen Arten eine Anzahl subtropischer Gewächse ganzjährig im Freiland zu kultivieren. So finden sich in Trebah u. a. Bambus, Yuccas, Gunneras, Agaven und Baumfarn und – für das südliche Cornwall eher selbstverständlich – Rhododendron. Im Mai und Juni leuchtet Trebah in allen Farben der Rhododendrenblüten.

## Ansichten aus Trebah

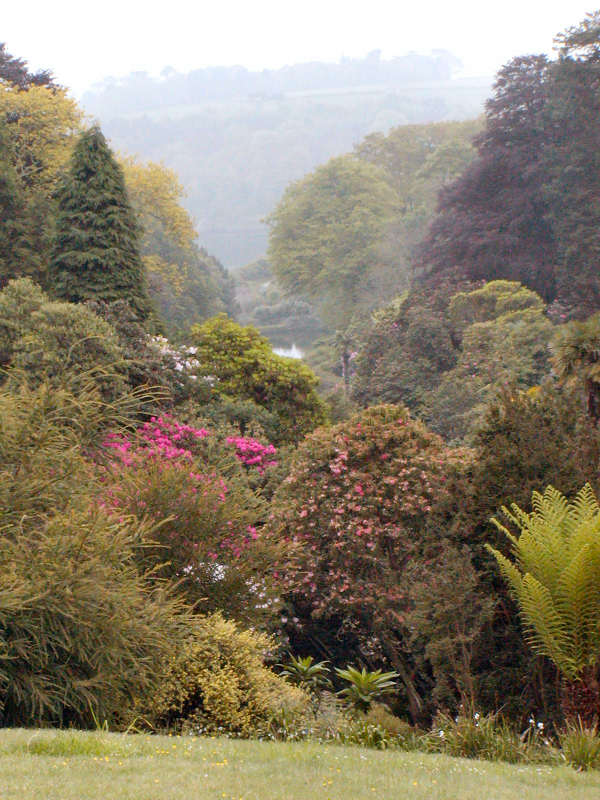
Ansicht von Trebah
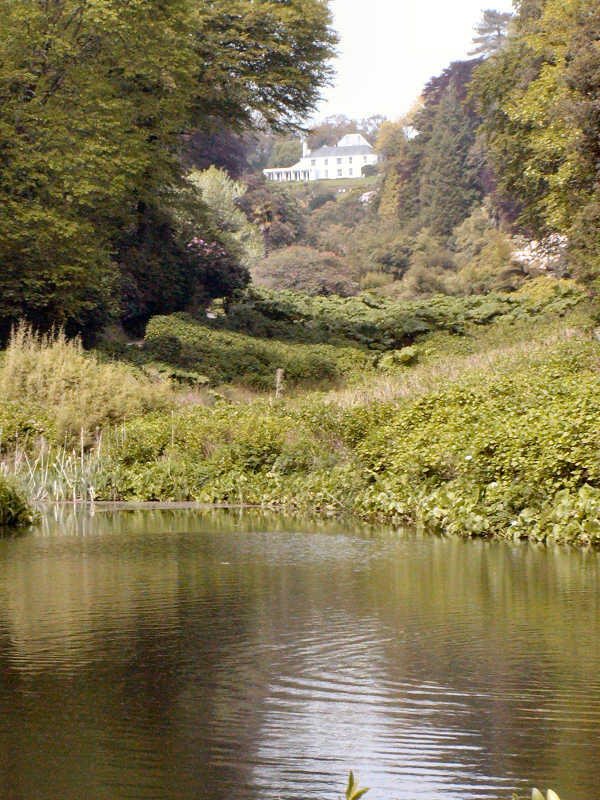
Ansicht von Trebah
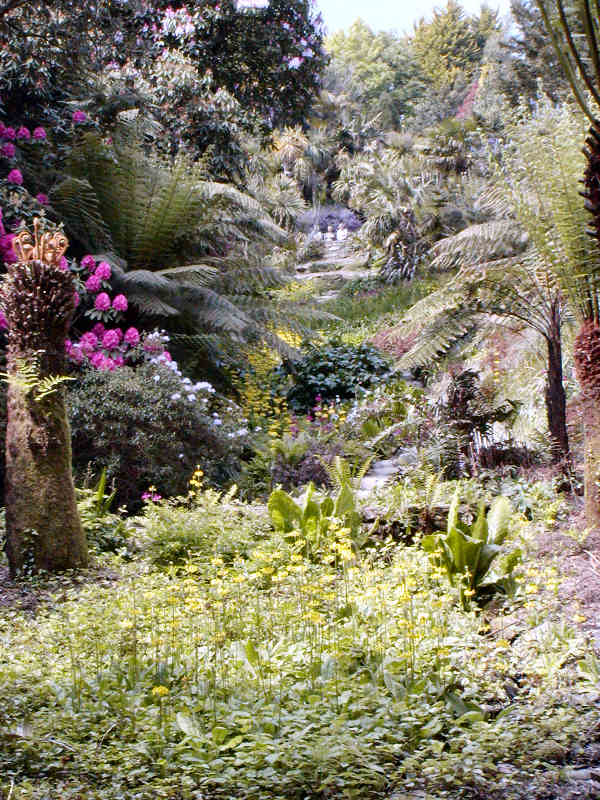
Ansicht von Trebah
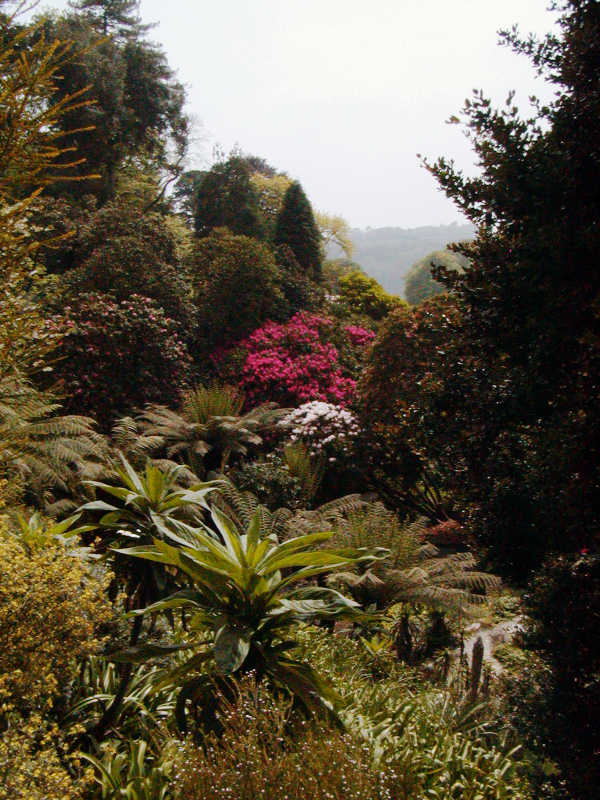
Ansicht von Trebah
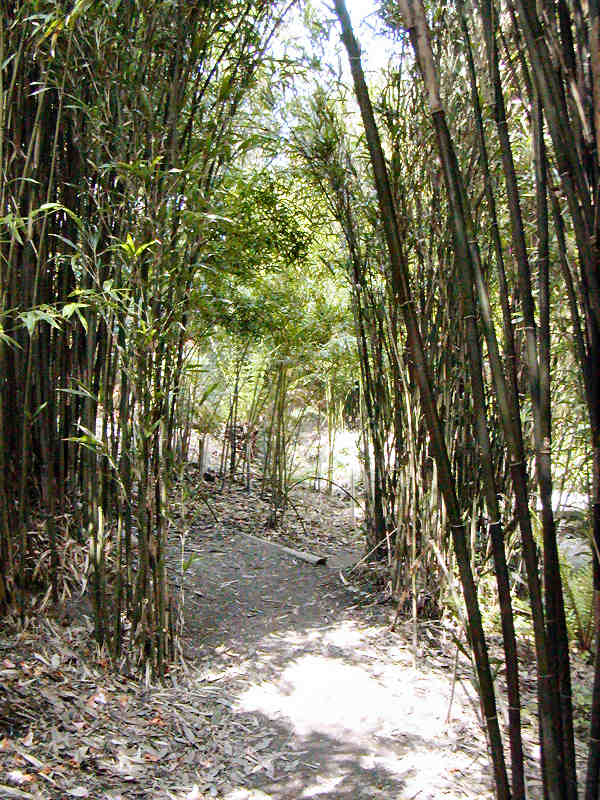
Bambushain
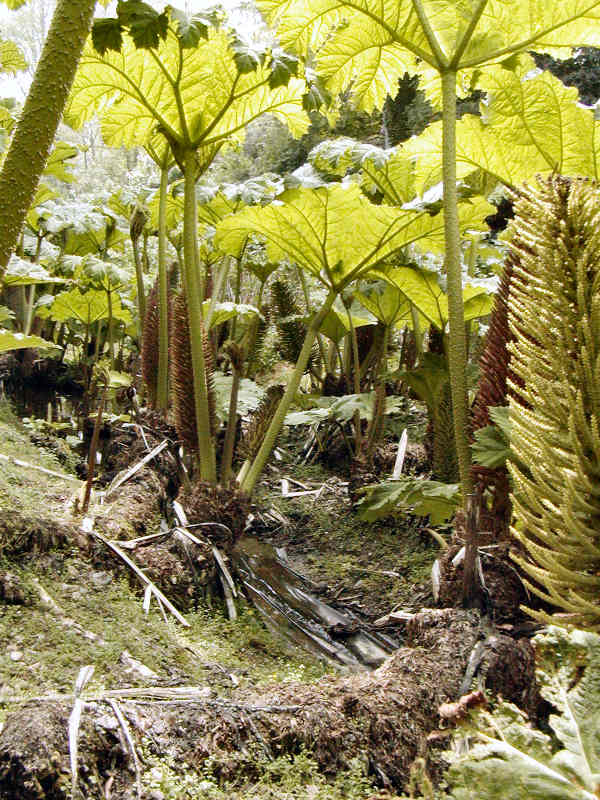
Gunnera-Dschungel
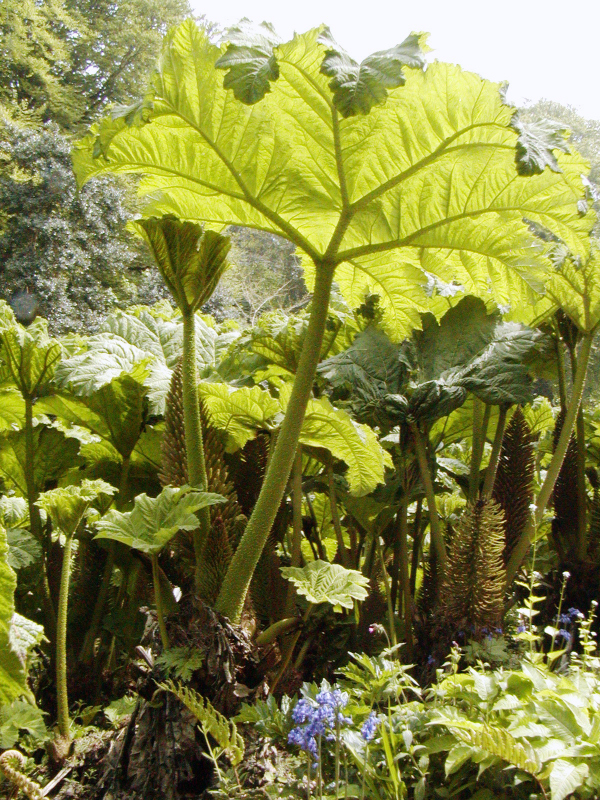
Gunnera, ca. 2 m hoch
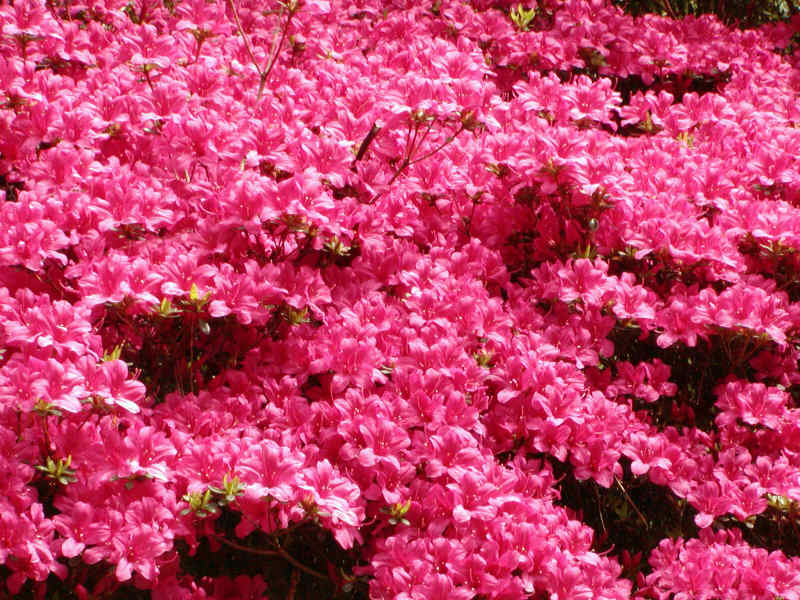
Rhododendronhecke
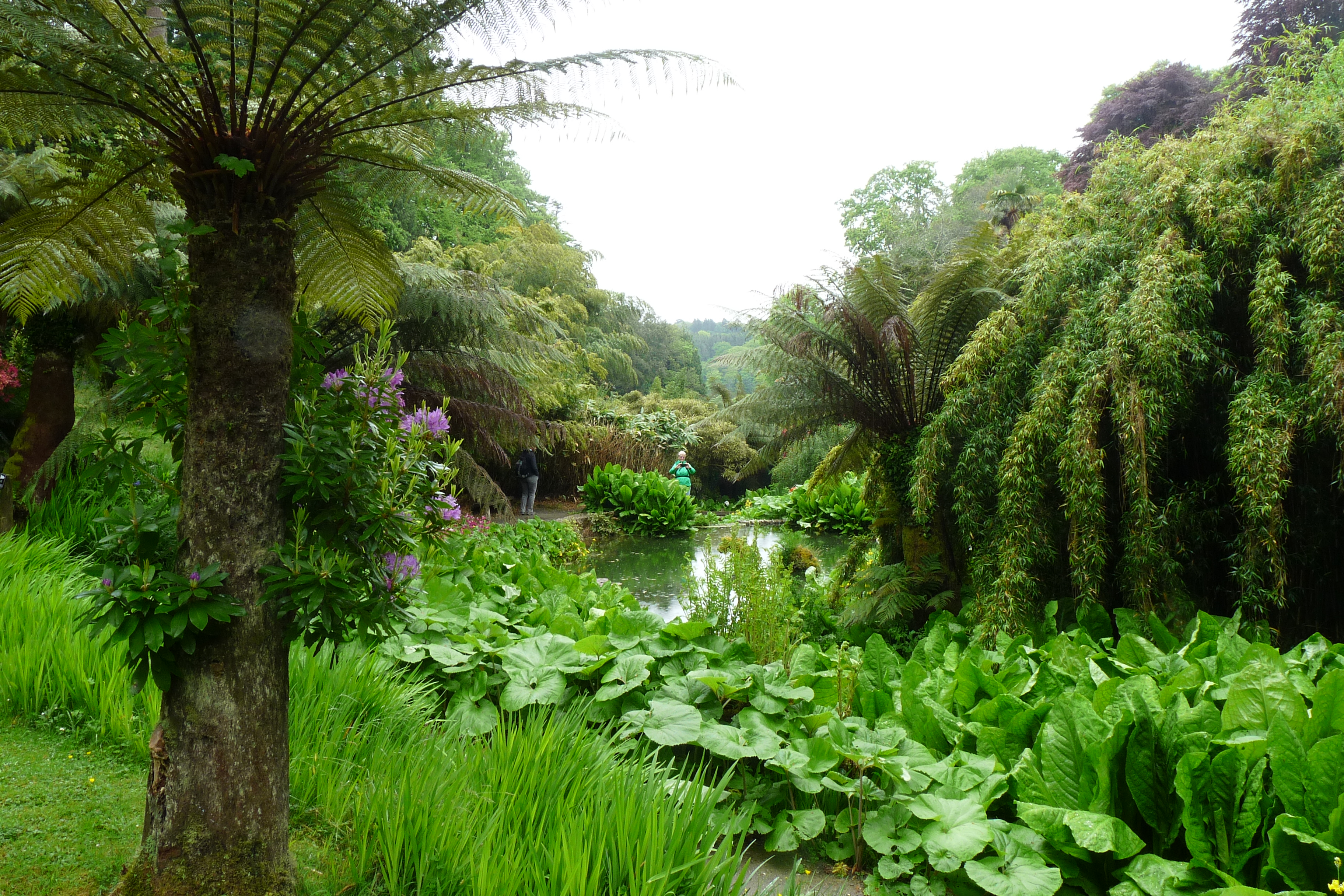
Rhododendron ponticum wächst aus dem Stamm eines Baumfarns heraus

## Geschichte
Das Anwesen wurde 1086 als Besitztum des Bischofs von Exeter erstmals urkundlich erwähnt, es war lange in wechselndem Besitz kornischer Gutsherren. Die Familie Fox, die auch den benachbarten Garten Glendurgan anlegte, erwarb Trebah im Jahr 1831. Charles Fox gestaltete Trebah als Lustgarten, wobei er akribisch die Position jedes einzelnen Baumes festlegte. 1907 wechselte Trebah erneut den Besitzer, die Familie Hext erwarb und erweiterte den Garten. Nach dem Tod von Alice Hext 1939 wurde das gesamte Anwesen Trebah Estate parzelliert und verkauft. Die Parzelle mit Haus und Lustgarten wechselte in den folgenden Jahrzehnten mehrfach den Eigentümer, da jedoch die Mittel zum Unterhalt der Anlage fehlten, verwilderte und verfiel der Garten zunehmend.
1981 erwarben Tony und Eira Hibbert das Haus samt Garten als Alterssitz. Sie ließen sich überreden, anstatt einen ruhigen Lebensabend zu genießen, den einstmals berühmten Garten wieder herzurichten. Aus dem anfangs auf drei Jahre angelegten Projekt wurden bis 2003 zweiundzwanzig Jahre, doch noch immer ist der Garten nicht komplett wieder hergerichtet. 1987 wurde der Garten der Öffentlichkeit zugänglich gemacht, bis zum Jahr 2000 stieg die Zahl der Besucher auf 105.000. Um den Garten für kommende Generationen zu erhalten, übertrugen die Hibberts das Anwesen dem eigens gegründeten gemeinnützigen Trebah Garden Trust, der die Anlage heute verwaltet und instand hält.